# Derkje Hazewinkel-Suringa
Derkje Hazewinkel-Suringa (Groningen, 25 maart 1889 – Enschede, 2 augustus 1970) was een Nederlands rechtsgeleerde en hoogleraar strafrecht en strafprocesrecht aan de Gemeentelijke Universiteit van Amsterdam. Ze was de eerste vrouw die in Nederland werd benoemd tot hoogleraar aan een rechtenfaculteit en was tevens de eerste vrouwelijke decaan aan de Gemeentelijke Universiteit. Ze is de originele auteur van het naslagwerk Inleiding tot de studie van het Nederlands strafrecht (later bewerkt door Jan Remmelink).

## Levensloop
Derkje Hazewinkel-Suringa was de dochter van Jantien Hilbrants en Johannes Dirk Suringa. Ze groeide op als oudste van drie kinderen. Op 21 juli 1910 trouwde ze met geschiedenisleraar Cornelis Hazewinkel, met wie ze drie kinderen kreeg.
Nadat zij het gymnasium had doorlopen deed ze staatsexamen in 1907. Hierna bezocht ze de huishoudschool en volgde ze enkele colleges psychologie en logica bij professor Gerard Heymans aan de Groningse universiteit. Zodra haar kinderen op de middelbare school zaten begon ze in 1921 aan haar rechtenstudie aan de Gemeentelijke Universiteit van Amsterdam. In 1925 slaagde ze cum laude voor het doctoraalexamen.

## Academische loopbaan
Na haar doctoraalexamen was ze gedurende vier jaar onderzoeksassistent bij Paul Scholten. In die hoedanigheid gaf ze ook colleges, onder andere in het erfrecht. Op 19 juni 1931 promoveerde ze cum laude aan de Gemeentelijke Universiteit van Amsterdam bij Isaac Henri Hijmans op een proefschrift over eigendomsoverdracht in het Romeins recht.
De faculteit was dusdanig overtuigd van haar wetenschappelijke en didactische kwaliteiten dat werd besloten haar de eerste leerstoel die vrij zou komen te laten bekleden. Zodoende werd Hazewinkel-Suringa in 1932, na het overlijden van Johannes Vitus van Dijck, benoemd tot hoogleraar strafrecht en strafprocesrecht, en werd zij de eerste vrouwelijke hoogleraar aan een rechtenfaculteit in Nederland. In haar inaugurele rede De straf en haar achtergrond keerde ze zich tegen vergelding als eerste strafdoel, en beargumenteerde ze dat de bescherming van de rechtsorde als eerste strafdoel zou moeten worden gezien. In 1939 werd ze decaan van de rechtenfaculteit.
Haar belangrijkste werk werd voltooid in 1953: de Inleiding tot de studie van het Nederlands strafrecht. Dit boek is vele malen herdrukt en bewerkt. Voor haar overlijden vroeg ze Jan Remmelink de bewerking  van het boek op zich te nemen.
Haar benoeming tot hoogleraar in 1932 is destijds niet ongemerkt gebleven. Kritiek op haar benoeming richtte zich op het feit dat haar toevalligerwijs de leerstoel strafrecht werd opgedragen omdat deze als eerste vrij kwam. Omdat zij ten tijde van haar benoeming geen ervaring had op het gebied van het strafrecht werd haar benoeming wel een 'kredietbenoeming' genoemd. Kritiek leek echter ook deels voort te komen uit het feit dat de leerstoel werd toegekend aan een vrouw die niet alleen getrouwd was maar ook nog moeder van drie kinderen was. In die tijd was het gebruikelijk vrouwelijke ambtenaren te ontslaan zodra zij trouwden.

## Politieke standpunten
In tegenstelling tot de heersende neutraliteitspolitiek onder Nederlandse academici in de jaren voor de Tweede Wereldoorlog was Hazewinkel-Suringa op politiek gebied erg uitgesproken. In 1936 werd zij lid van het Comité van Waakzaamheid, waarin intellectuelen waarschuwden voor het gevaar van fascisme en nationaalsocialisme.  In 1938 verscheen een brief die mede was ondertekend door Hazewinkel Suringa aan de minister van Justitie, waarin werd geprotesteerd tegen de nieuwe Nederlandse koers omtrent de uitwijzing van vreemdelingen. In hetzelfde jaar verstuurde zij samen met zeven andere hoogleraren een telegram naar de minister van Justitie, waarin een dringend beroep op hem werd gedaan om Duits-Joodse kinderen in Nederland toe te laten. De Nederlandse praktijk bestond in die tijd uit het terugsturen van joodse vluchtelingen naar Duitsland.
In de eerste jaren van de Tweede Wereldoorlog behoorde Hazewinkel-Suringa tot de minderheid van hoogleraren die zich bleef verzetten tegen de grote toegeeflijkheid die door de universiteit werd getoond jegens de bezetter. Nadat aan de universiteit een aantal joodse hoogleraren werd ontslagen diende zij in 1942 samen met professor M.W. Woerdeman het voorstel in om de universiteit te sluiten. Dit voorstel werd echter niet aangenomen. Kort daarna werd ze ontslagen en verbannen uit Amsterdam.
Na de oorlog werd Hazewinkel-Suringa hersteld in haar functie als hoogleraar.
In maart 2019 vernoemde de gemeente Amsterdam een brug naar haar.
- Biografisch Portaal: 09853833
- CiNii: DA18496890
- Gemeinsame Normdatei: 113936765X
- International Standard Name Identifier: 0000 0000 2379 1379
- Library of Congress Control Number: n81145737
- Nederlandse Thesaurus van Auteursnamen: 068275161
- Istituto Centrale per il Catalogo Unico: MILV228295
- Système universitaire de documentation: 188368477
- Virtual International Authority File: 77647711
- WorldCat: E39PBJbWtGJBmCyT4hqDqdY9Dq